# 31840 Normnegus
31840 Normnegus este o planetă minoră (asteroid), cu un diametru de 1,774 km, din centura de asteroizi. A fost descoperită pe 2 februarie 2000 la Experimental Test Site⁠(d) de Lincoln Near-Earth Asteroid Research. 
Obiectul prezintă o orbită caracterizată de o semiaxă mare de 2,2078027 UAi, o excentricitate de 0,15, o înclinație de 4,2537 ° în raport cu ecliptica.